# Ptolemaida

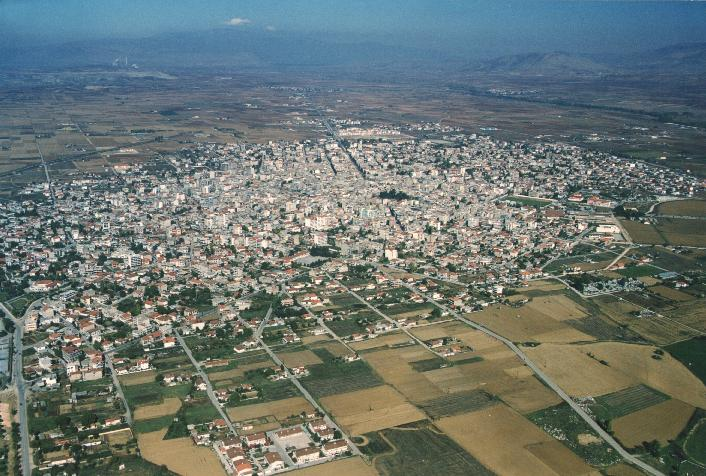
Flygbild över Ptolemaida.

Ptolemaida (grekiska: Πτολεμαΐδα) är en stad i regionen Västra Makedonien och i regiondelen (perifereiakí enótita) Kozani. Totalt hade staden 32 142 invånare (2011).
I området ligger fyra stora kraftverk som står för 70 % av Greklands elektricitet.[källa behövs] Kraftverken drivs av Dimosias Epixeirisis Ilektrismou (DEI) som största delen av invånarna är anställda hos.[källa behövs] Kraftverken testades första gången av Greklands dåvarande premiärminister Konstantinos Karamanlis.